# Нэмури Кёсиро 2: Поединок
«Нэмури Кёсиро 2: Поединок» (яп. 眠狂四郎勝負, Нэмури Кёсиро сёбу; англ. Sleepy Eyes of Death: Sword of Adventure) — японский фильм в жанре тямбара, поставленный режиссёром Кэндзи Мисуми и вышедший на экран в 1964 году. Кинолента является экранизацией романа Рэндзабуро Сибаты, продолжая историю о циничном ронине Кёсиро Нэмури, начатую годом ранее фильмом «Нэмури Кёсиро: Китайский нефрит», постановщиком которой был Токудзо Танака. Взявший на себя руководство постановкой Кэндзи Мисуми делает вторую часть более высококачественной, более серьёзной и менее пошлой, чем первый эпизод. Мисуми внедрил несколько новаторских элементов, которые впоследствии привели к лучшим работам в серии.

## Сюжет
На ступенях святилища Атаго ронин Кёсиро Нэмури встречает мальчика и узнаёт его печальную историю. Отец этого мальчика был известным мастером боевых искусств в Эдо, но был убит вероломным бойцом Сэкикабарой, который захватил после этого додзё поверженного. Мальчик, оставшись без отца и крова жил один, ночуя в чайхане на окраине города и зарабатывая себе на жизнь помощью вероющим на ступенях святилища. Почувствовав жалость к мальчику, Кёсиро, прихватив с собой в качестве свидетеля старика Асахину, убивает в поединке Сакикабару и тем самым освобождает додзё, в котором разрешает заселиться мальчику.
Затем Кёсиро вместе со старым самураем Асахиной, бывшем свидетелем при его поединке с Сакикабарой, устраивает пирушку в одном из винных заведений. После того, как старик, распрощавшись покинул заведение, на него напала группа синсэнгуми во главе с Гунхэем Акадзой. Кёсиро вступился за старика. Акадза отступил, но пообещал при этом проблемную жизнь для Кёсиро. Дело в том, что старый Асахина занимал должность комиссара финансов при сёгунате и каким-то образом он, честный и неподкупный стал помехой принцессе Такахимэ, которая потеряла мужа в раннем возрасте и вела довольно вольный и раскованный образ жизни. Именно она и заказала убийство старого финансиста. Кёсиро, невольно вклинившийся в смертельно опасную игру при дворе сёгуната, становится также врагом принцессы Такахимэ. За Кёсиро также начинает охотиться и младший брат убитого им Сакакабары.
Однажды одному из его преследователей представился случай напасть на Кёсиро в тот момент, когда он мылся в бане. Голый Кёсиро казалось бы,  не мог ничего сделать, так как был безоружен. Но, в решающий момент ему пришла неожиданная помощь со стороны Унэмэ, женщины, от которой Кёсиро менее всего ожидал поддержки, так как до этого она сама пыталась его убить по заказу принцессы Такахимэ. Затем, когда самой Унэмэ угрожала смертельная опасность, Кёсиро спас её, получив при этом ранение от стрелы. В финале Кёсиро бился с многочисленным отрядом своих противников, убив их всех. Асахина делает ему предложение, желая сделать его своим приближённым, от чего Кёсиро отказывается. Кёсиро оставляет также и полюбившую его Унэмэ и уходит.
... Как и его предшественник, этот фильм также живёт своими яркими персонажами, которых Мисуми наделяет гораздо более разносторонними личностями, чем Токудзо Танака в предыдущем фильме. Особенно актёр Ёси Като в своей главной роли милого старика с гуманистическими идеями может быстро завоевать многочисленные симпатии зрителей. 
... Благодаря характерному гуманизму и превосходному мастерству режиссера, «Нэмури Кёсиро 2: Поединок» представляет собой успешное продолжение, которое наделяет однообразную историю всесторонними персонажами и большей глубиной, а также внедряет некоторые важные элементы более поздних фильмов.

## В ролях
- Райдзо Итикава — Кёсиро Нэмури
- Сихо Фудзимура — Унэмэ
- Ёси Като — Асахина
- Мива Такада — Цуя
- Наоко Кубо — принцесса Такахимэ
- Дзюнъитиро Нарита — Монноскэ Масуко
- Матасабуро Нива — Сабуродзи Кандзаки
- Рютаро Гоми — Кихэй Сакикабара
- Акихиса Тода — Ёсинори Эбина
- Юко Хамада — Акадза

## Премьеры
- — 9 января 1964 года состоялась национальная премьера фильма в Токио[3]

## Комментарии
1. ↑  Пабло Ноте (род. в 1994 г. в Мюнхене) — немецкий кинообозреватель и режиссёр, историк кино и исследователь на многочисленных англо- и немецкоязычных сайтах, основатель крупнейшего в Германии сайта о японском классическом кино www.nippon-kino.net. Снял несколько десятков короткометражных фильмов, а также написал около 200 аналитических работ по кино.